# (100207) 1994 HB1
(100207) 1994 HB1 es un asteroide perteneciente al cinturón de asteroides, descubierto el 19 de abril de 1994 por el equipo del Spacewatch desde el Observatorio Nacional de Kitt Peak, Arizona, Estados Unidos.